# بیابان و نیمه‌بیابان حاره‌ای نوبی–سندی دریای سرخ
بیابان و نیمه‌بیابان حارّه‌ای نوبی–سندی دریای سرخ (انگلیسی: Red Sea Nubo–Sindian tropical desert and semi-desert) یک بوم‌ناحیه (شناسه WWF: PA1325) است که زمین‌های بسیار خشک در امتداد شمال شرقی دریای سرخ، جنوب شبه‌جزیره سینا و روی نوار باریکی در امتداد مرز اسرائیل و اردن را پوشش می‌دهد. بیشتر زمین‌های ساحلی این بوم‌ناحیه مسطح است، اما کوه‌های بلندی در جنوب صحرای سینا وجود دارد. تنوع زیستی به دلیل مقدار کم رطوبت محدود شده‌است و برخی از مناطق، چندین سال بدون بارش قابل توجهی می‌گذرد. بخش‌هایی از منطقه پوشش نازکی مانند ساوانا از درختان و بوته‌های پراکنده دارد که توسط علف‌هایی که برای مدت کوتاهی پس از بارندگی شکوفا می‌شوند، احاطه شده‌اند. بالاترین میزان تنوع زیستی در کوه‌های سینا و در وادی‌ها و خندق‌هایی است که رطوبت را حفظ می‌کنند.
بیابان و نیمه‌بیابان حارّه‌ای نوبی–سندی دریای سرخ بخشی از مرکز بوم‌زادی محلی نوبی–سندی (Nubo–Sindian) است. پهنه نوبی–سندی شامل یک نوار ساحلی است که در دو سمت دریای سرخ در کشورهای سودان (بیابان نوبی)، مصر، صحرای سینا، بخش جنوبی اسرائیل، اردن و عربستان کشیده شده و پس از دربر گرفتن بخش‌های شمالی یمن و عمان، در طول خلیج فارس تا کویت و بخش جنوبی عراق گسترش می‌یابد و آن‌گاه جنوب ایران، جنوب‌غربی افغانستان قسمت بیشتر تا بیابان سند و سرانجام بیابان هند را شامل می‌شود؛ بنابراین تمام نوار وسیع ساحلی جنوب ایران در این پهنه قرار دارد.